# Wilhelm zu Solms-Sonnenwalde
 Wilhelm Karl Peter Theodor Graf zu Solms-Sonnenwalde(-Alt-Pouch) (* 29. Oktober 1787 in Würzau, Kurland; † 26. November 1859 in Sonnewalde) war ein preußischer Standesherr und Politiker.

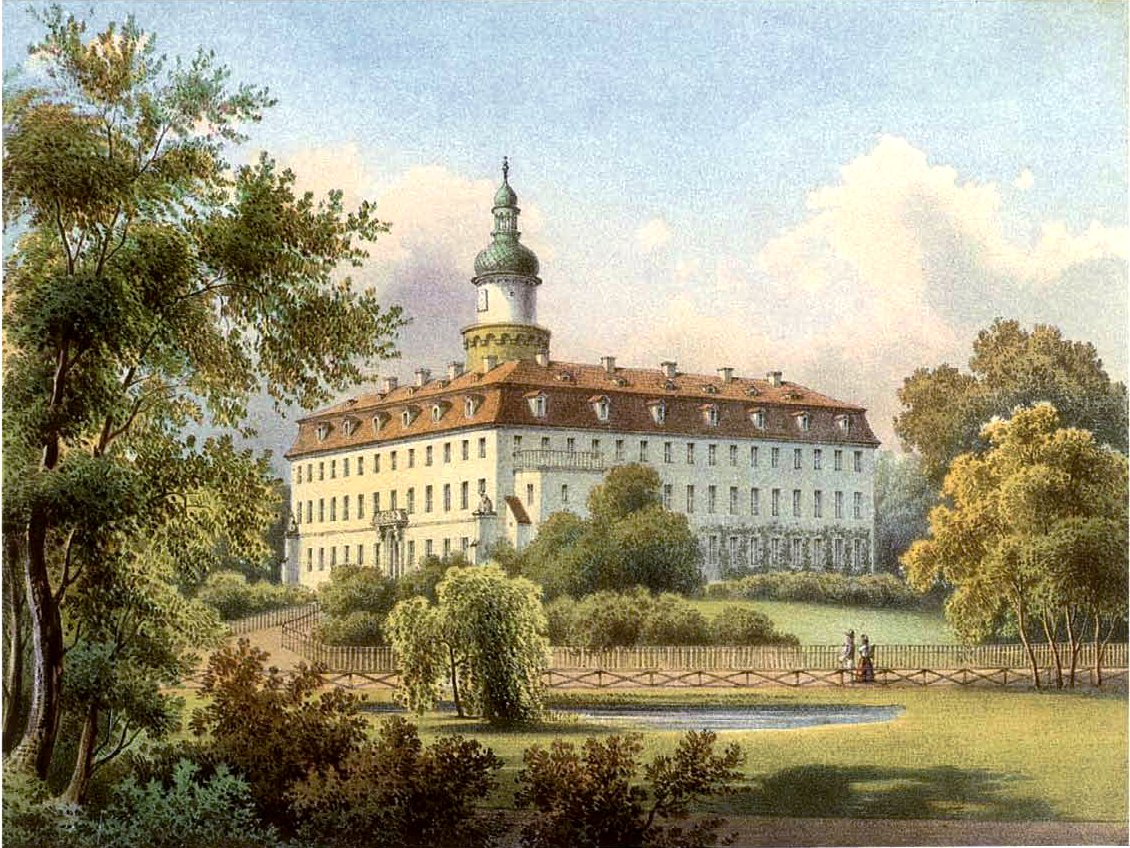
Schloss Sonnewalde um 1861/62, Sammlung Alexander Duncker, 1947 durch Brandstiftung zerstört

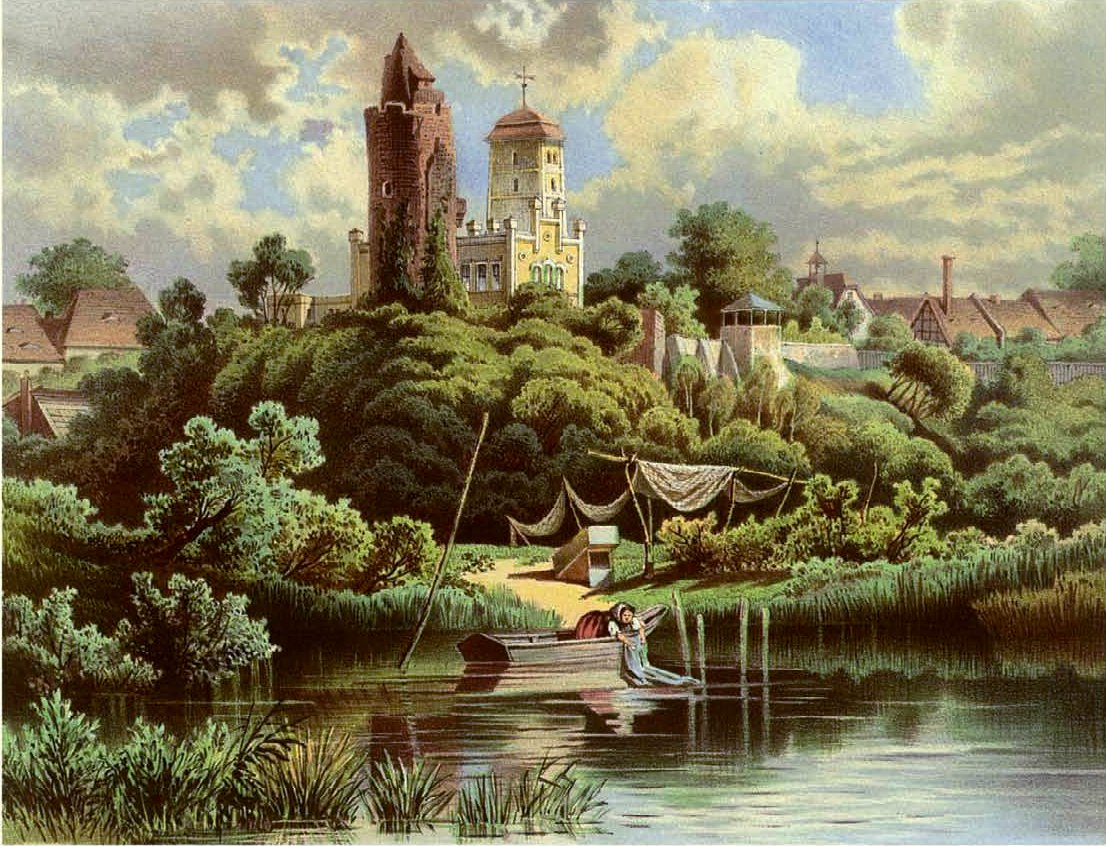
Schloss Pouch nach Alexander Duncker, 1873

## Familie
Wilhelm zu Solms-Sonnenwalde entstammte einer im Kurfürstentum Sachsen begüterten Nebenlinie der hessischen Uradelsfamilie Solms mit Stammsitz in Sonnewalde und weiteren Gütern in Hillmersdorf, Proßmarke und Pouch. Der Besitz der Standesherrschaft Sonnewalde gewährte eine Virilstimme auf der Herrenbank der Provinziallandtage der Kurmark Brandenburg und der Niederlausitz sowie einen erblichen Sitz im Preußischen Herrenhaus.
Wilhelm war Sohn des Wilhelm Christian Graf zu Solms-Sonnenwalde (1755–1799) und Friederike, geb. Gräfin von Schlippenbach (1767–1843), und Enkel von Victor Friedrich von Solms-Sonnenwalde. Er war mit Clementine Constantia Gräfin von Breßler (1790–1872) verheiratet; sie hatten sieben Kinder:
- Alfred (* 5. Mai 1810; † 31. Januar 1870), Mitglied des Preußischen Herrenhauses ⚭ Gräfin Amalie von Schwerin-Wolfshagen (1820–1900),
- Theodor (* 6. Februar 1814; † 28. Dezember 1890),  Mitglied des Preußischen Herrenhauses ⚭ 1837 Klara Maria von Rex-Thielau (1815–1886).
- Viktor Christian Constantin (* 8. Juli 1815; † 10. März 1890), Landrat ⚭ Alwine Marie Henriette Agnes von Langen (* 1. Februar 1816; † 14. August 1888) aus dem Haus Kitlitz
- Clementine Katharina Pauline Johann Elisabeth (* 2. Oktober 1817; † 30. März 1894) ⚭ 1846 Graf Hermann von Schlippenbach (* 20. Oktober 1809; † 23. März 1862), Oberstleutnant
- Paul Hermann Roderich (* 27. Januar 1820; † 1. Mai 1857), Rittmeister
- Clemens Eberhard Theodor (* 2. Juli 1825; † 29. Juni 1912), Leutnant, Diplomat ⚭ Odette Louise Lafitte (* 20. Juni 1840)

## Leben
Wilhelm zu Solms-Sonnenwalde war seit 1799, zunächst noch minderjährig, Standesherr auf Sonnenwalde und Rittergutsbesitzer auf Hillmersdorf mit Proßmarke sowie Pouch. Er war Kammerherr und preußischer Major. Seit 1835 war er Abgeordneter der Provinzialstände der Kurmark Brandenburg und der Niederlausitz. 1847/1848 erhielt er einen Sitz in der Herrenkurie des Ersten und Zweiten Vereinigten Landtags. Seit 1854 bis zu seinem Tode hatte er einen Sitz im Preußischen Herrenhaus inne.